# Ajuntament de Vilalba dels Arcs
L'Ajuntament de Vilalba dels Arcs és un edifici de Vilalba dels Arcs (Terra Alta) inclòs a l'Inventari del Patrimoni Arquitectònic de Catalunya.

## Descripció
Edifici de carreu i buixardats entre mitgeres, amb planta baixa i dos pisos, amb tres obertures simètriques a cadascun. La planta baixa és centrada per la portalada d'arc de mig punt, amb una finestra d'arc rebaixat a cada banda, i porta de fusta amb decoració de motius vegetals i geomètrics. Al primer pis les tres obertures comparteixen un balcó seguit. Al segon pis hi ha tres finestres. Sobre el finestral central del primer pis hi ha esculpit l'escut de la vila i la data de 1889.